# 秋山信将
秋山 信将（あきやま のぶまさ、1967年 - ）は、日本の国際政治学者。専門は、軍備管理・エネルギー安全保障。在ウィーン国際機関日本政府代表部公使等を経て、一橋大学大学院法学研究科教授、一橋大学森有礼高等教育国際流動化機構グローバル・オンライン教育センター長。

## 人物・経歴
静岡県富士市出身。静岡県立富士高等学校を経て、1990年一橋大学法学部第三課程卒業。大芝亮ゼミ出身。
国際研修交流協会研究員に就任し、1993年オックスフォード大学セント・アントニーズ・カレッジ政治学博士課程博士候補、1994年コーネル大学公共政策大学院行政学修士課程修了。
1995年国際研修交流協会主任研究員に昇格。1998年広島市立大学広島平和研究所助手、2001年同講師、2004年財団法人日本国際問題研究所軍縮・不拡散促進センター研究員、2005年同主任研究員、2007年一橋大学国際・公共政策大学院准教授兼財団法人日本国際問題研究所軍縮・不拡散促進センター客員研究員。
2012年一橋大学大学院法学研究科教授兼国際・公共政策大学院教授。2016年、大学を退職し、民間人初の外務省在ウィーン国際機関日本政府代表部公使参事官に就任。2018年一橋大学大学院法学研究科教授兼国際・公共政策大学院長・教授。2019年日本国際問題研究所客員研究員。2021年法務省公安審査委員会委員、日本軍縮学会会長。
この間、外務省核不拡散・核軍縮に関する有識者懇談会委員、環境省原子力規制委員会核セキュリティに関する検討会外部有識者、広島県国際平和拠点ひろしま構想推進委員会委員、独立行政法人日本原子力研究開発機構不拡散科学技術フォーラム委員、社団法人日本原子力産業協会核不拡散問題検討会委員、日米原子力ワーキンググループメンバー、日本再建イニシアティブ日本再建のための危機管理プロジェクト・メンバー、福島原発事故独立検証委員会ワーキンググループ有識者委員、参議院予算委員会公述人なども務めた。

## 著作

### 著書
- （明石康、野村彰男、大芝亮、高須幸雄と共著）『日本と国連の50年―オーラルヒストリー』ミネルヴァ書房 (2008/03)
- （村田晃嗣、君塚直隆、石川卓、栗栖薫子と共著）『国際政治学をつかむ』有斐閣 (2009/11/27)
- 『核不拡散をめぐる国際政治―規範の遵守、秩序の変容』有信堂高文社 (2012/03)
- （編著）『NPT 核のグローバル・ガバナンス』岩波書店 (2015/4/8)
- （村田晃嗣、君塚直隆、石川卓、栗栖薫子と共著）『国際政治学をつかむ 新版』有斐閣(2015/9/11)

### 訳書
- （堀部純子、戸崎洋史と共訳）グレアム・アリソン著『核テロ―今ここにある恐怖のシナリオ』日本経済新聞社 (2006/04)